# Sangkom Thmei
Sangkom Thmei är ett distrikt i Kambodja.   Det ligger i provinsen Preah Vihear, i den centrala delen av landet, 210 km norr om huvudstaden Phnom Penh. Antalet invånare är 13 773.